# Karibikkarakara
Dieser Artikel wurde wegen inhaltlicher Mängel auf der Qualitätssicherung Biologie zur Löschung vorgeschlagen. Dies geschieht, um die Qualität der Biologieartikel auf ein akzeptables Niveau zu bringen.
Innerhalb von 7 bzw. 14 Tagen kann über die Löschung auf der Qualitätssicherung diskutiert werden, dies sollte allerdings auch mit einer deutlichen Verbesserung des Artikels einhergehen. Eine Schnelllöschung im Sonderfall ist damit jedoch nicht ausgeschlossen.
Lies dazu auch die näheren Informationen in den Mindestanforderungen an Biologie-Artikel.

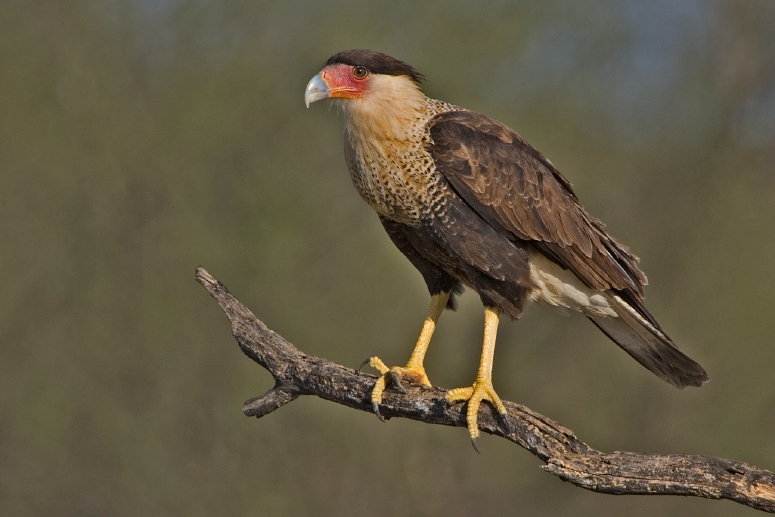
Caracara cheriway auduboni

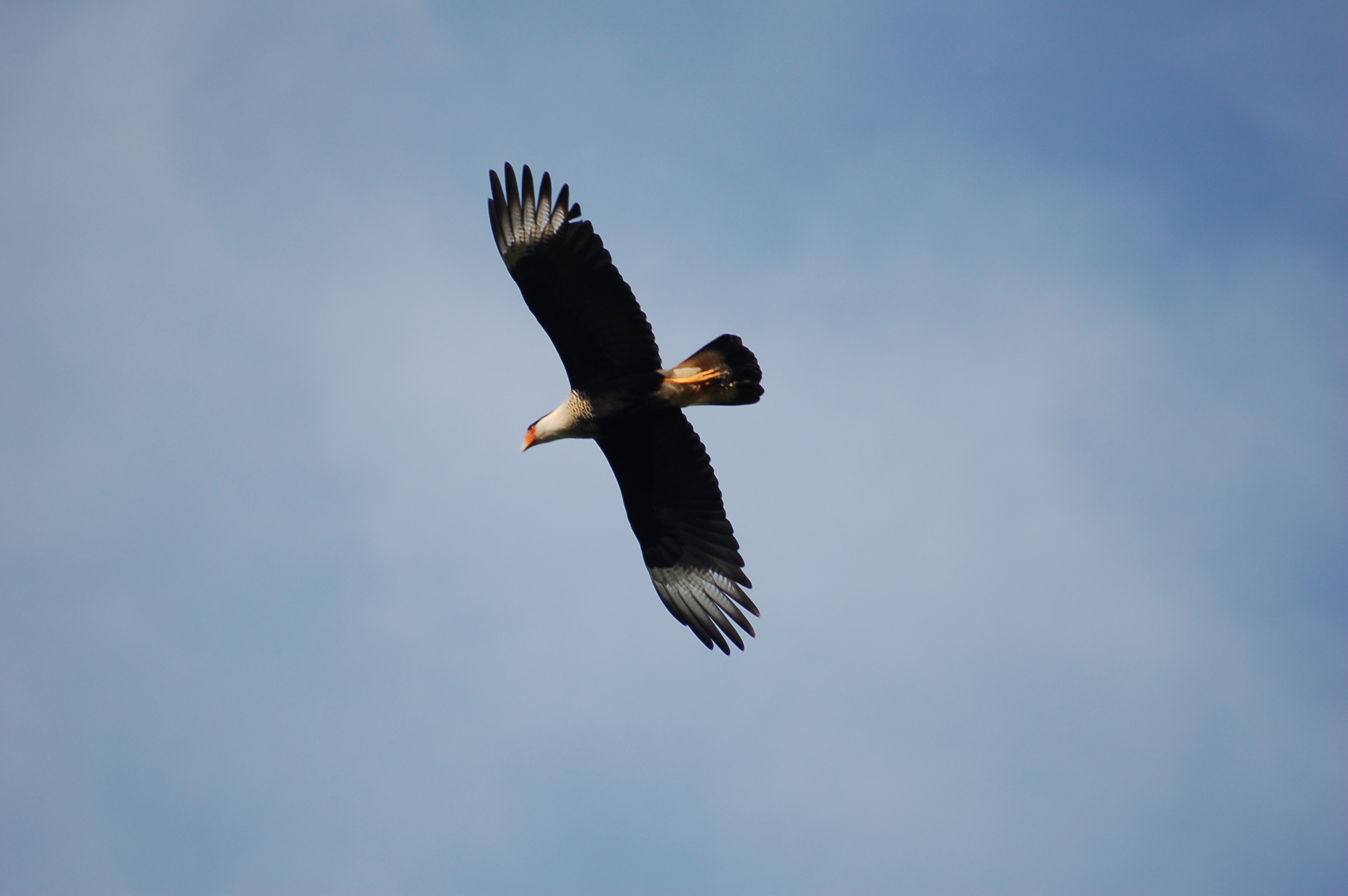
Ein Karakara im Flug im Nationalpark Palo Verde, Costa Rica.

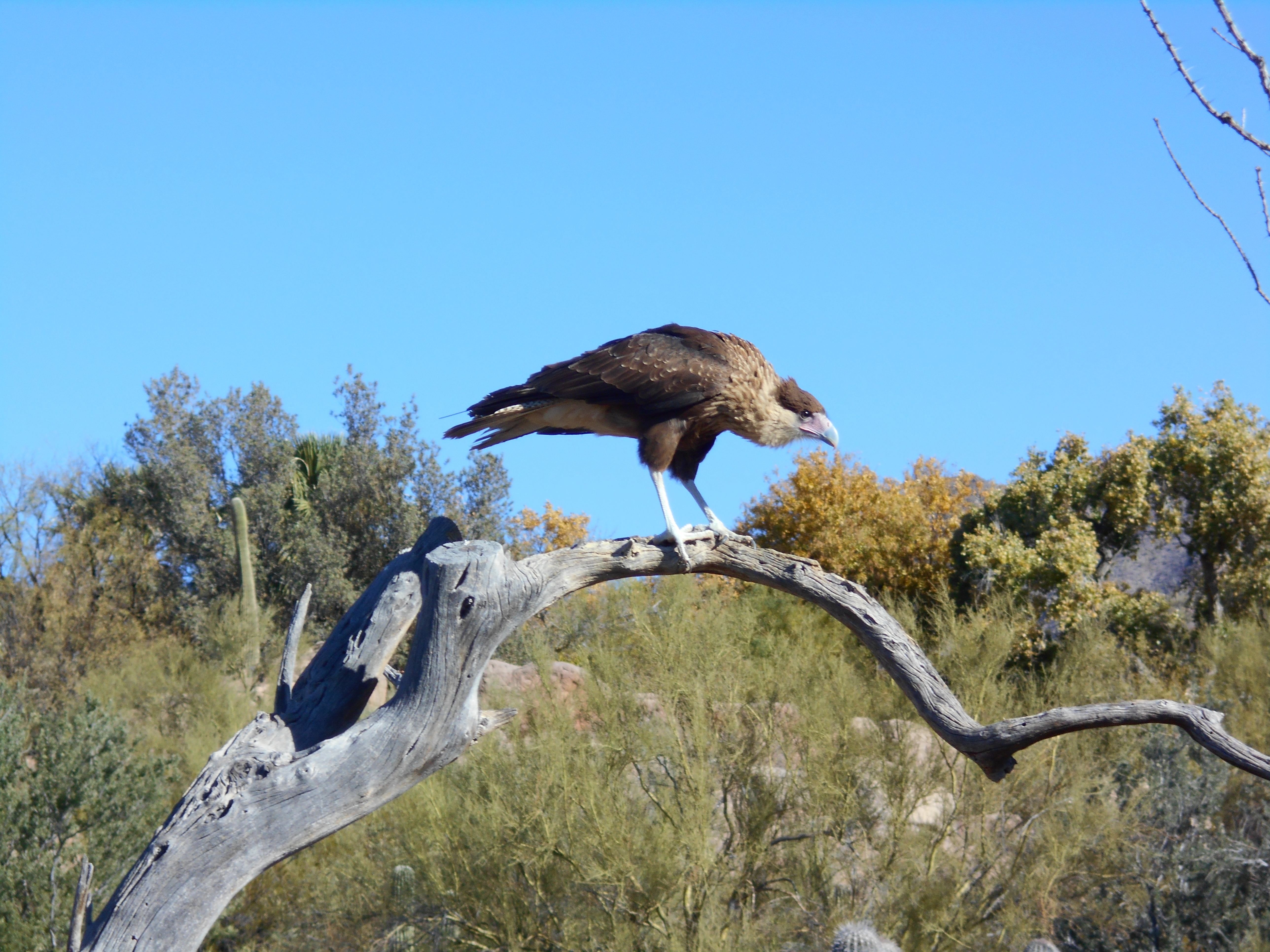
Jungvogel im Arizona-Sonora Desert Museum

Der Karibikkarakara (Caracara cheriway) ist ein falkenartiger Vogel aus dem südlichen Nordamerika, Mittelamerika und dem nördlichen Südamerika. Die Art wird in zwei Unterarten geteilt, im Norden Caracara cheriway auduboni, im Süden Caracara cheriway cheriway.

## Merkmale
Der Karibikkarakara wird 51 bis 60 cm lang und erreicht eine Flügelspannweite von 107 bis 132 cm. Die Schwanzlänge beträgt 22 bis 25 cm. Männchen bleiben kleiner, sie erreichen etwa 97 % der Größe der Weibchen (errechnet aus den Mittelwerten der Flügelspannweite). Der Kopf ist groß und flach, der Schnabel groß und schmal. der Scheitel ist schwarz, das Gesicht nackt und rot. Füße und Beine sind gelb, die der Jungvögel grau.
Bei C. c. auduboni ist die Oberseite schwarzbraun, Nacken und Brust cremefarben und schwarzbraun gebändert. C. c. cheriway ist oben schwärzer, Wange und Kehle sind weiß, Nacken und Brust sind weiß und schwarz gebändert. Die dunklen Bänder sind breiter. 
Jungvögel sind brauner, insgesamt weniger kontrastreich gefärbt, die Brust ist mehr gestrichelt als gebändert.

## Vorkommen
Die nördliche Unterart des Karibikkarakara (C. c. auduboni) lebt auf Kuba, mit Ausnahme des Peténes, Belizes, und des östlichen Panama in ganz Mittelamerika und in Mexiko, mit Ausnahme des östlichen Yucatan, des zentralen nördlichen Mexiko und der nördlichen Baja California. In den USA lebt er an der Küste Texas und in einen kleinen Gebiet in Mittelflorida. C. c. cheriway, die südliche Unterart, lebt vom nördlichen Costa Rica über Venezuela bis zu den Guayanas sowie im westlichen, pazifischen Kolumbien und Ecuador, auf den Niederländischen Antillen und auf Trinidad. Der Karibikkarakara bevorzugt offene Landschaften, wie Savannen, Rinderfarmen und geht in Gebirgen in Höhen bis 2500 Metern, maximal bis 3800 Meter.

## Verhalten
Der Karibikkarakara lebt einzeln, in einigen Gegenden aber in Gruppen von bis zu 50 Tieren. Er läuft gut und verbringt viel Zeit am Boden. Er ernährt sich vor allem von Aas, das er auch an Straßenrändern sucht. Manchmal ist er zusammen mit Geiern an größeren Kadavern anzutreffen, wo er auch Maden auspickt. Außerdem erbeutet er Jungvögel, Eier, kranke Tiere und jagt Greifvögeln die Beute ab. Er ist meist still, stößt bei Streitigkeiten in der Luft ein schrilles „kiiier“ aus, gibt ratternde Laute bei der Balz von sich und ruft am Nest ein einzelnes oder doppeltes trockenes „tschak“.